# Rajagarra
Rajagarra (em páli: Rājagaha; Rajgir) é uma cidade do estado de Biar, na Índia.
A cidade de Rajagarra foi a primeira capital do reino de Mágada, um estado que eventualmente evoluir-se-ia no Império Máuria. Desconhece-se a sua data de origem, mas cerâmicas datando de 1 000 a.C. foram encontradas na cidade. O épico hindu Maabárata chama-a de Girovaga e conta a história do seu rei, Jarasanda, e a batalha com os irmãos Pandava e o seu aliado Críxena. Também é mencionada em escrituras budistas e jainas, que dão uma série de nomes de lugares, mas sem contexto geográfico. A tentativa de localizar esses lugares é baseada principalmente nas referências a eles e a outros lugares nas obras de peregrinos budistas chineses, em particular Faxian e Xuanzang. É baseado particularmente em Xuanzang que o sítio é dividido em Velha e Nova Rajagarra.
O local é associado com Buda e Mahavira. Rajagarra também se desenvolveu como um local de saúde e de lazer no inverno, devido às suas piscinas de água quente. Esses banhos são ditos de conter propriedades medicinais que podem ajudar na cura de muitas doenças de pele. Em adição, outra atração de Rajagarra é o caminho que leva à estopa Xanti e aos monastérios construídos pelos devotos japoneses do Buda no topo das colinas Ratenaguiri.
Pode-se visitar Rajagarra de Patna. Outro modo é via Begusarai ou Mokameh, após chegar por trem em uma jornada de Calcutá. Rajagarra é localizado num vale verdejante cercado por colinas pedregosas.

## História
Rajagarra, que em sânscrito significa "casa do rei", era a antiga capital dos reis de Mágada até o século V a.C., quando Ajatasatru mudou a capital para Pataliputra. Nessa época, era chamada de Rajegri (Rajagria), que se traduz como "o lar da realeza".

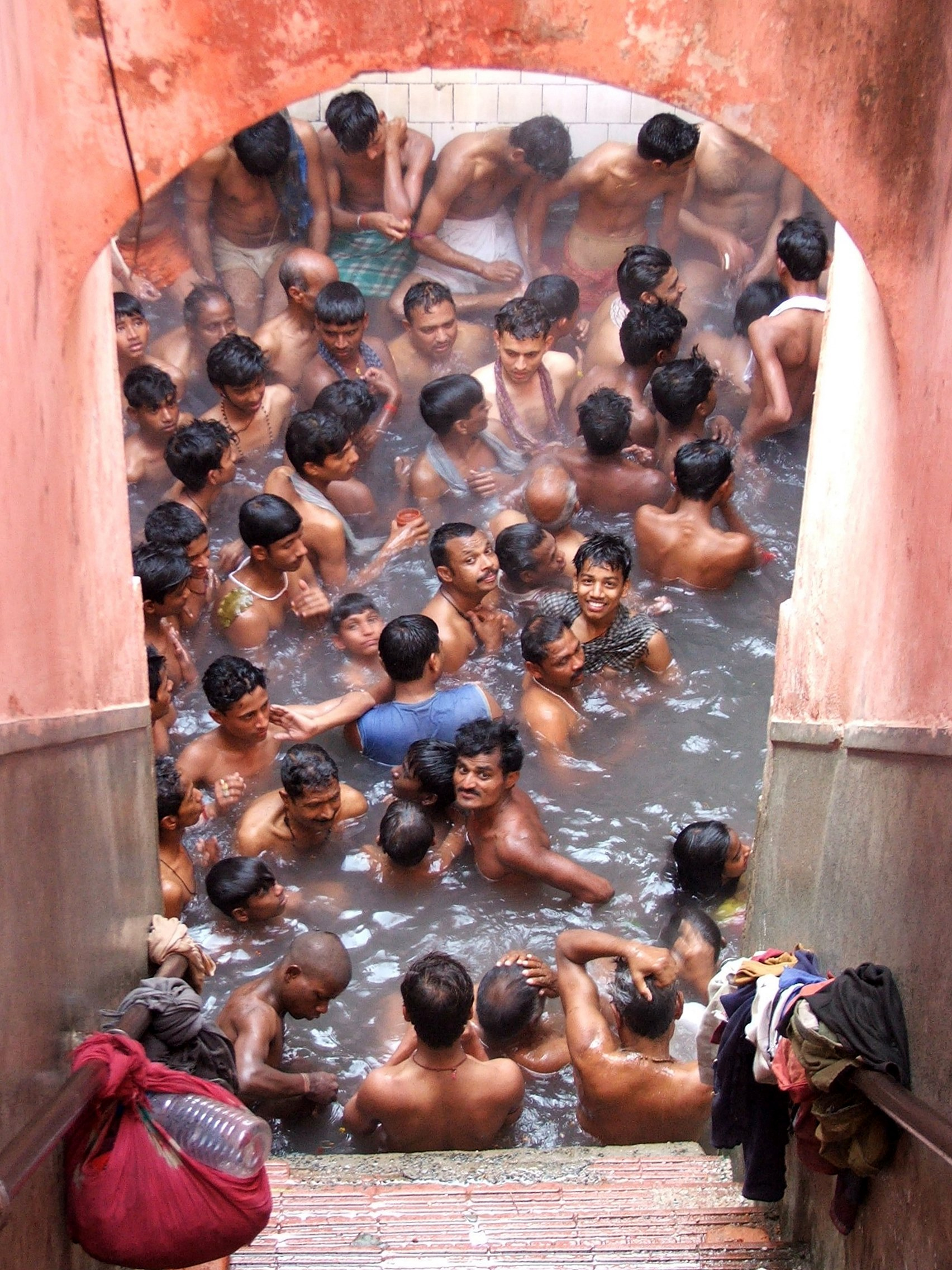
Fonte de água termal do templo hindu Lakshminarayan

Jarasanda havia derrotado Críxena 18 vezes, razão pela qual Críxena também é chamado de ranchhod (pessoa que foge de brigas). O Maabárata conta uma luta entre Bhima, um dos pandavas, e Jarasanda, o então rei de Rajagarra. Jarasanda era invencível, porque o seu corpo podia recuperar membros perdidos. Segundo a lenda, Bhim dividiu o corpo de Jarasanda em dois e jogou as duas metades em lados opostos um ao outro, para que não pudessem se juntar. Existe um Akhara (lugar onde se pratica artes marciais) de Jarasanda.
Rajagarra é sagrada à memória dos fundadores do budismo e do jainismo. Foi aqui que o buda Gautama passou vários meses meditando. Ele também deu lá alguns dos seus famosos sermões e converteu o rei Bimbisara de Mágada e incontáveis outros à sua religião.
Rajagarra também é famosa pela sua associação com os reis da dinastia Harianka Bimbisara e Ajatasatru. Ajatasatru manteve aqui o seu pai, Bimbisara, cativo.
Em uma das cavernas em uma das montanhas está a caverna de Sapeteparni, em que o Primeiro Concílio Budista se deu, sob a liderança de Mahakashyapa. A caverna Sapeteparni também é fonte de água quente com propriedades curativas e consideradas sagradas para hindus, budistas e jarinas.
Mahavira passou catorze anos da sua vida em Rajagarra e Nalanda, passando chaturmas (4 meses da temporada de chuvas) em um único local de Rajagarra (Rajegrui) e o resto em um dos locais vizinhos. Era a capital do seu shishya (seguidor) favorito, o rei Xerenique. Por isso, Rajagarra é um local de muita importância para os jainas também.